# لایل تیو
لایل تِیو (انگلیسی: Lyle Tayo؛ ‏ ۱۹ ژانویهٔ ۱۸۸۹ – ۲ مهٔ ۱۹۷۱) بازیگر اهل ایالات متحده آمریکا بود که در چندین فیلم لورل و هاردی در نقش‌های مکمل ظاهر شد.

## فیلم‌شناسی
از فیلم‌هایی که وی در آن نقش داشته است، می‌توان به لحظه سرنوشت‌ساز، مجنون چون روباه، کک‌های جنجال‌آفرین، برادر کوچولو، دو ملوان، کسب و کار حسابی، روز عالی، آیا مردان متأهل باید به خانه بروند؟، آره، آره، نانت و زیر صفر اشاره کرد.